# Gaogongdao (sockenhuvudort i Kina, Jiangsu Sheng, lat 34,70, long 119,48)
Gaogongdao är en sockenhuvudort i Kina. Den ligger i provinsen Jiangsu, i den östra delen av landet, omkring 300 kilometer norr om provinshuvudstaden Nanjing. Antalet invånare är 2 589. Befolkningen består av 1 207 kvinnor och 1 382 män. Barn under 15 år utgör 9,0 %, vuxna 15-64 år 79 %, och äldre över 65 år 11,0 %.
Närmaste större samhälle är Lianyun, 5,0 km nordväst om Gaogongdao. 
Genomsnittlig årsnederbörd är 1 166 millimeter. Den regnigaste månaden är juli, med i genomsnitt 344 mm nederbörd, och den torraste är januari, med 12 mm nederbörd.